# Balto – Ein Hund mit dem Herzen eines Helden
Balto – Ein Hund mit dem Herzen eines Helden (Originaltitel: Balto) ist ein US-amerikanischer Zeichentrickfilm aus dem Jahr 1995, der auf einer wahren Begebenheit basiert. In Deutschland kam der Film erstmals im April 1997 in die Kinos. Im Jahr 1925 war der Schlittenhund Balto der Leithund des letzten Gespanns einer Hundeschlittenstaffel quer durch Alaska, die nach Ausbruch einer Diphtherieepidemie in Nome das zur Behandlung der Epidemie dringend benötigte Immunserum in die Stadt brachte.

## Handlung
Eine Großmutter und ihre Enkelin besuchen im New Yorker Central Park die Statue des berühmten Schlittenhundes Balto. Als die Enkelin durch die Äußerungen ihrer Großmutter neugierig wird, erzählt diese ihr von Balto.
Der Wolfshund Balto lebt 1925 zusammen mit seinem besten Freund und Ziehvater Boris und zwei Eisbären, Muk und Luk, auf dem Wrack eines gestrandeten Boots vor der Stadt Nome am Strand. Sein Wunsch ist es, eines Tages an einem der berühmten Schlittenhunderennen teilzunehmen; doch weil er zur Hälfte ein Wolf ist, wird er in der Stadt von allen verachtet und gemieden. Nur die kleine Rosie und ihre wunderschöne Husky-Dame Jenna, in die Balto verliebt ist, sind ihm zugetan. Als Jennas „Frauchen“, Rosie, an Diphtherie erkrankt und in der ganzen Stadt eine Epidemie ausbricht, wird das Serum knapp, um die Krankheit zu bekämpfen. Man versucht daraufhin, die Medizin per Schiff zu liefern, doch wegen des Packeises scheitert dieser Vorhaben. Ein Versuch per Flugzeug scheidet aufgrund eines Schneesturms ebenfalls aus. Da erhält man die Nachricht, dass das Serum per Eisenbahn verschickt wird. Allerdings endet die Eisenbahnlinie in der Stadt Nenana, weshalb man die schnellsten Hunde auswählen soll, um hunderte Meilen durch den arktischen Sturm zu jagen und die Medizin von dort abzuholen. Diese Hunde sollen durch ein Rennen ermittelt werden. Balto will die Kinder und vor allem Rosie retten und ist daher fest entschlossen am Rennen teilzunehmen, was ihm auch gelingt. Aber sein Feind Steele, ein Alaskan Malamute intrigiert gegen Balto, sodass der Musher ihn dann doch nicht ins Gespann aufnimmt. Wütend und traurig läuft Balto davon. Am Abend macht sich Leithund Steele mit seinem Gespann, darunter Nikki, Kaltag und Star, auf nach Nenana. Die Hunde kommen nach langer Reise in Nenana an und holen die Medizin, doch auf dem Rückweg zieht ein schwerer Schneesturm auf und das Gespann verirrt sich und der Musher wird schwer verletzt. Nun scheint die Lage aussichtslos.
Als die Nachricht Balto erreicht, beschließt er, das Gespann zu suchen. Boris, Hak und Mak schließen sich ihm an und auch Jenna folgt ihnen. In der Wildnis Alaskas verlässt sich Balto auf seine Nase und markiert Bäume mit Kratzspuren, damit sie sich nicht verlaufen. Unterwegs werden sie von einem riesigen Grizzlybären angegriffen. Der Bär verfolgt Balto bis zu einem zugefrorenen See, wo er durch das Eis bricht und ertrinkt. Muk und Luk bewahren Balto vor einem ähnlichen Schicksal. Jenna ist jedoch verletzt und kann nicht weiter, sodass Boris und die Eisbären sie nach Hause bringen müssen, während Balto allein weiterzieht. Als er das Gespann endlich erreicht und Steele die Hilfe ablehnt, kommt es zum Konflikt und Steele stürzt eine Klippe hinab, was dieser aber überlebt, muss aber mitansehen, wie Balto vom Gespann als neuer Leithund aufgenommen wird und dieses nun mitsamt Medizin und dem Musher wegführt. Doch auch Balto stürzt, als er versucht, die Medizin vor dem Herunterfallen von einer Klippe zu retten.
Als Balto wieder zu Bewusstsein kommt, gibt er die Hoffnung beinahe auf, doch ein großer weißer Wolf, der plötzlich auftaucht, lässt ihn erkennen, dass seine Wolfsabstammung keine Schwäche, sondern eine Stärke ist. Er schleppt die Medizin die Klippe hinauf zu dem wartenden Hundegespann. Mithilfe seiner entwickelten Sinne kann Balto den Weg nach Hause zwar finden, muss bis dahin aber noch einige Herausforderungen bewältigen. Am Ende kehren er und das Gespann schließlich erfolgreich nach Nome zurück. Der zurückgekehrte Steele wird von den anderen Hunden verlassen, die die Wahrheit über ihn erkannt haben. Wiedervereint mit Jenna und seinen Freunden verdient sich Balto den Respekt der Hunde und Menschen. Er besucht die geheilte Rosie, die ihm für ihre Rettung dankt.
Zurück in der Gegenwart finden die ältere Frau und ihre Enkelin endlich die Statue von Balto und es wird offenbar, dass die Großmutter die Rosie von damals ist.

## Kritiken
Das Dirk Jasper FilmLexikon nennt Balto einen liebevoll und aufwendig animierten Zeichentrickfilm aus dem Hause Amblin, der die wahre Geschichte eines legendären, in den USA jedem Kind vertrauten Hundes erzählt.
Der film-dienst schreibt in seiner Ausgabe 08/1997: Die einfache Geschichte gerät dank einem besonderen Blick für den Stimmungsgehalt dramatischer Winterlandschaften zu einem unterhaltsamen und kindgerechten Zeichentrickfilm.
Die Woche schreibt über den Film am 25. April 1997: Ganz putziger Zeichentrickfilm um die Freundschaft zwischen einem Hund und einem Gänserich.

## Auszeichnungen
Der Film war 1996 für den Young Artist Award als Bester Familienfilm – Komödie oder Musical nominiert.
Die Deutsche Film- und Medienbewertung FBW in Wiesbaden verlieh dem Film das Prädikat besonders wertvoll.

## Synchronisation
Die Synchronisation des Films wurde nach einem Dialogbuch und unter der Dialogregie von Marianne Groß erstellt.

| Rollenname         | englischer Synchronsprecher | deutscher Synchronsprecher |
| ------------------ | --------------------------- | -------------------------- |
| Balto              | Kevin Bacon                 | Tobias Meister             |
| Boris              | Bob Hoskins                 | Michael Pan                |
| Jenna              | Bridget Fonda               | Irina von Bentheim         |
| Steele             | Jim Cummings                | Thomas Fritsch             |
| Heck & Meck        | Phil Collins                | Stefan Gossler             |
| Großmutter Rosy    | Miriam Margolyes            | Inge Wolffberg             |
| Nikki              | Jack Angel                  | Karl Schulz                |
| Kaltag             | Danny Mann                  | Ingo Albrecht              |
| Starr              | Robbie Rist                 | Hans Hohlbein              |
| junge Rosy         | Juliette Brewer             | Yvonne Greitzke            |
| Curtis Welch (Doc) | Donald Sinden               | Reinhard Scheunemann       |
| Dixie              | Sandra Dickinson            | Philine Peters-Arnolds     |

## Fortsetzungen
Dem Film folgten zwei Fortsetzungen, die beide direkt für den Video- bzw. DVD-Markt produziert wurden. Im Jahr 2002 entstand Balto – Auf der Spur der Wölfe, 2004 folgte Balto – Sein größtes Abenteuer.